# Vegetação do Uruguai
A vegetação do Uruguai tem como paisagem natural a dos campos (praderías), ricas em gramíneas, enquanto as florestas, na forma de matas ciliares, cobrem uma parte muito pequena da área total. As principais espécies arbóreas são o umbuzeiro, o amieiro, a piteira, o choupo, a acácia e o eucalipto.